# Muskaatvink
De muskaatvink (Lonchura punctulata) is een klein vogeltje uit de familie van de prachtvinken (Estrildidae).

## Kenmerken
De muskaatvink is 11 cm lang. Het kopje en de bovenzijde is chocoladebruin van kleur. Zijkanten van het kopje en de keel kastanjebruin, de vleugels en staart zijn donkerbruin. De flanken en de borst zijn wit met donkerbruine geschubde randjes. De buik is hoofdzakelijk wit met soms wat bruin.

## Verspreiding en leefgebied
De muskaatvink heeft een groot verspreidingsgebied dat reikt van India en China tot een groot deel van de Indische Archipel. Het is een vogel van cultuurlandschappen. Zo verspreidde de vogel zich spontaan tussen de jaren 1970 en 1990 over het eiland Borneo.
Daarnaast komen uit gevangenschap ontsnapte en daarna verwilderde populaties voor in Australië, Cuba, Dominicaanse Republiek, Frans-Polynesië, Guadeloupe, Haïti, Jamaica, Mauritius, Micronesia, Puerto Rico, Réunion, Seychellen, Verenigde Arabische Emiraten en Hawaï.
De soort telt twaalf ondersoorten:
- L. p. punctulata: noordelijk Pakistan, India (behalve het noordoosten), Nepal en Sri Lanka.
- L. p. subundulata: Bhutan, noordoostelijk India, Bangladesh en westelijk Myanmar.
- L. p. yunnanensis: zuidoostelijk Tibet, zuidwestelijk China en noordelijk Myanmar.
- L. p. topela: zuidelijk Myanmar, Thailand, zuidoostelijk China, Taiwan, Hainan en Indochina.
- L. p. cabanisi: de noordelijke en westelijke Filipijnen en noordelijk Borneo.
- L. p. fretensis: zuidelijk Malakka, Sumatra en Nias.
- L. p. nisoria: Java, Bali en de westelijke Kleine Soenda-eilanden.
- L. p. sumbae: Sumba.
- L. p. blasii: de centrale en oostelijke Kleine Soenda-eilanden.
- L. p. baweana: Bawean ten noorden van Java.
- L. p. holmesi: zuidelijk Borneo.
- L. p. particeps: Sulawesi.

## Status
De muskaatvink heeft een enorm groot verspreidingsgebied en daardoor alleen al is de kans op de status kwetsbaar (voor uitsterven) uiterst gering. De grootte van de populatie is niet gekwantificeerd, maar de vogel is algemeen en soms talrijk. Om deze redenen staat deze Lonchura als niet bedreigd op de Rode Lijst van de IUCN.

## Verzorging als kooivogel
Deze vogel is zachtaardig en in Nederland vrij gemakkelijk te houden in een grote kooi of (buiten)-volière. Zijn voedsel bestaat niet alleen uit een zaadmengsel voor bijvoorbeeld kanaries, maar ook uit mieren, spinnen en meelwormen. Daarnaast moet vers drinkwater, grit en maagkiezel altijd ter beschikking staan.